# Atak z wybranym kluczem
Atak z wybranym kluczem – jedna z metod łamania szyfrów w której kryptoanalityk posiada informacje na temat powiązań pomiędzy różnymi kluczami.